# ザ・スパゲッティ・インシデント?
『ザ・スパゲティ・インシデント?』（"The Spaghetti Incident?"）はガンズ・アンド・ローゼズのパンクカバーアルバム。前後に「"」が入るのが正式表記。ビルボード最高位は4位。このアルバムから、Since I Don't Have Youがシングル・カット（ビルボード最高位69位）とビデオ・カット、Ain't It Fun（ビルボードラジオチャート最高位8位）とHair Of The Dogがラジオ・カット（ビルボードラジオチャート最高位11位）された。

## 概要
英米の代表的パンク・バンドの楽曲がカバーされているが、1曲目の「シンス・アイ・ドント・ハヴ・ユー」はザ・スカイライナーズが1958年に発表したドゥーワップの楽曲である。さらにナザレスはパンク・ロックではなくハードロックの範疇にあるバンドである。これはアクセル・ローズがナザレスの熱烈なファンであるための選曲と思われる。また、ニューヨーク・ドールズやT・レックスもグラムロックのジャンルで括られることがほとんどであるが、後進のパンクに与えた音楽的影響も大変大きい（詳細は、グラムロックの項を参照）ため、「パンクの先駆的存在」と見ることも可能である。『USE YOUR ILLUSION』と並行して制作され、単に "the cover album" と仮名されていた。
アルバム最後にシークレット・トラックとして、チャールズ・マンソンの「Look at Your Game, Girl」のカバーが収められており、殺人犯として知られるマンソンの曲を収録することに批判もあった。
ダフ・マッケイガンによると、アルバム・タイトルの由来は、1989年にバンドがシカゴに滞在した際、スティーヴン・アドラーがコカインをしまっていた冷蔵庫の横に、バンドのイタリア料理のテイクアウトボックスがあり、彼は隠してある物を「スパゲティ」と言っていた。4年後の1993年、バンドから追放される原因となったドラッグ問題の責任はバンドにあると、スティーヴンがガンズ・アンド・ローゼズを相手取って起こした裁判の供述調書でもその言葉が用いられ、顔色ひとつ変えない弁護士に「スパゲティ・インシデント（スパゲティ事件）についてお聞かせください」と尋ねられたダフは、あまりに滑稽な質問がおかしくてたまらなかったという。

## 収録曲
1. シンス・アイ・ドント・ハヴ・ユー "Since I Don't Have You"（ザ・スカイライナーズ）
2. ニュー・ローズ "New Rose"（ザ・ダムド）
3. ダウン・オン・ザ・ファーム"Down on the Farm"（U.K.サブス）
4. ヒューマン・ビーイング "Human Being"（ニューヨーク・ドールズ）
5. ロウ・パワー "Raw Power"（イギー・アンド・ザ・ストゥージズ）
6. エイント・イット・ファン "Ain't It Fun"（デッド・ボーイズ）
7. ビューイック・マッケーン "Buick Makane (Big Dumb Sex)"（T・レックス）
8. ヘアー・オブ・ザ・ドッグ "Hair of the Dog"（ナザレス）
9. アティテュード "Attitude"（ミスフィッツ）
10. ブラック・レザー "Black Leather"（プロフェッショナルズ）
11. ユー・キャント・プット・ユア・アームズ・アラウンド・ア・メモリー "You Can't Put Your Arms Around a Memory"（ジョニー・サンダース）
12. アイ・ドント・ケア・アバウト・ユー "I Don't Care About You"（フィアー）